# Craterele Arkenu

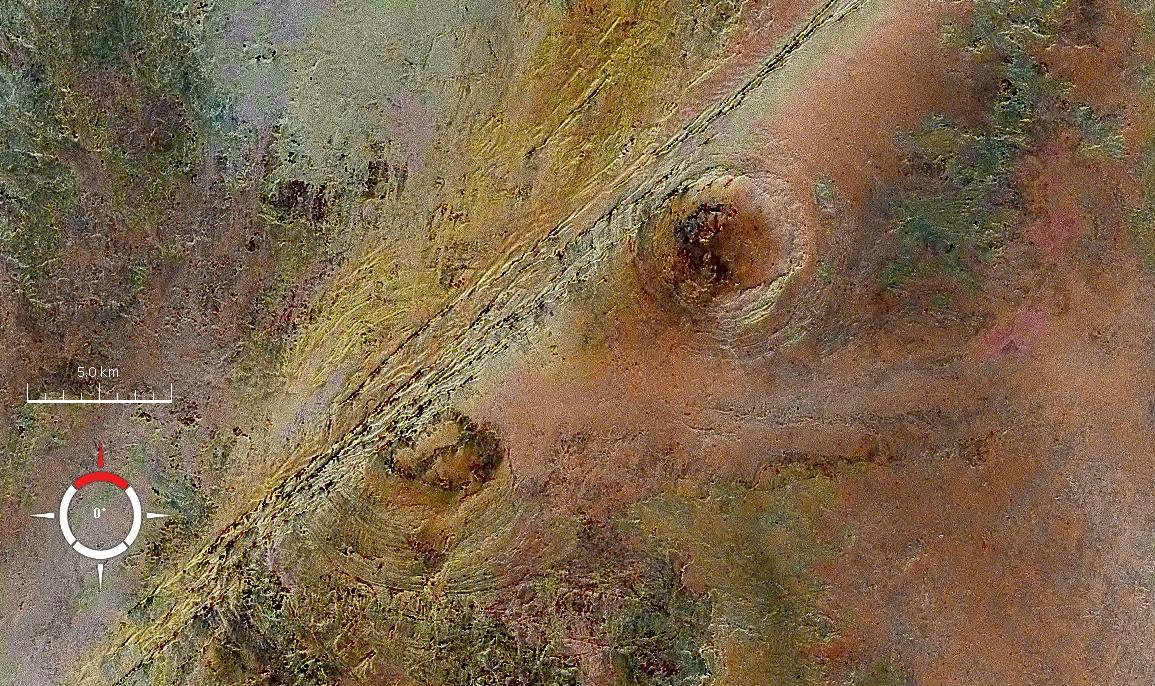
Imagine Landsat a craterelor Arkenu.

Arkenu sunt o pereche de cratere de impact meteoritic în Libia. 

## Date generale
Acestea au 10 km și 6,8 km în diametru, și se află la aproximativ 70 km vest de Jabal Arkanu (un munte din Libia). Craterele se crede că s-au format ca un dublu impact concomitent cu 140 de milioane de ani în urmă (Jurasic sau mai târziu). Ambele sunt expuse la suprafață.